# ゾーンレーティング
ゾーンレーティング（ZR: Zone Rating）とは、野球における守備力を測るための指標である。守備範囲に飛んできた打球を処理できた確率を示す数値。
アメリカ・メジャーリーグの守備の公式記録であるレンジファクター（RF）の欠点を補正するために考案された。レンジファクターは、1試合あたりの守備機会の多さに基づいているため、自分の近くにボールが飛んでこなかったり投手の奪三振が増えたりすると、数値が落ちるという欠点があった。そのため、ゾーンレーティングは自分の近くに飛んできた打球をどれだけ処理できたかに基づいている。
アメリカのスポーツジャーナリズムは、メジャーリーグの守備成績の公式記録である各選手のレンジファクター（RF）の数値と共に、ゾーンレーティング（ZR）の数値を一般的に公表している。
ZRには下記のようなデメリットもあるため、それを補正するために、アルティメット・ゾーン・レーティング（UZR）という評価が最近では用いられている（fangraphsの説明参照）。

## 算出方法
あらゆるプレーをビデオ解析し、50%以上の確率で処理できる範囲を当該ポジションの守備範囲とし、その守備範囲に飛んできた打球をどれだけの確率で処理できたかを計算する。
守備範囲であるか否かの判断はメジャーリーグのデータ統計を行うStats社によって行われており、そのデータをアメリカのスポーツジャーナリズム各社が使用し、テレビ・新聞・雑誌・Web等の各種のスポーツメディアを通じて公表している。

## メリット
- 主観のある程度の排除
- レンジファクターとは違い、ポジションの近くに飛んできた打球を対象とする。

## デメリット
- 煩雑な手順

すべてのプレーをビデオ解析するため、個人が算出するのはほぼ不可能である。
- 守備範囲を超えて処理した打球は対象外である

そのポジションの野手が50%以上処理できた打球をそのポジションの守備範囲とするため、守備範囲を超えて処理したファインプレーは対象外となり、守備範囲が非常に広い選手が正しく評価されない。